# Current Mode Logic

Eine Ausgangsstufe in CML

Bei dem englischen Begriff Current Mode Logic (kurz: CML, deutsch Stromschaltlogik), auch englisch Source Coupled Logic (kurz: SCL, deutsch in etwa Source-gekoppelte Logik), handelt es sich in der Digitaltechnik um einen Schnittstellen-Standard für kabelbasierende Hochgeschwindigkeits-Datenübertragungen mit Bitraten zwischen 312,5 MBit/s bis 12,5 GBit/s. CML ist mit dem Übertragungsstandard Low Voltage Differential Signaling (LVDS) vergleichbar, weist allerdings für die verwendeten Kupferkabel einen fix definierten Leitungswellenwiderstand von 50 Ω auf. CML ist standardisiert im JEDEC-Standard JESD204.
Im Rahmen von Netzwerkprotokollschicht-Modellen beschreibt CML die unterste physische Bitübertragungsschicht, nicht die darauf aufsetzenden höheren Protokoll-Schichten. CML findet Einsatz unter anderem bei Digital-Analog-Umsetzern und Analog-Digital-Umsetzern mit hohen Datenraten zur Datenanbindung an digitale Logikschaltungen wie Field Programmable Gate Arrays (FPGAs). Weitere Anwendungen sind Schnittstellen, die auf dem Transition-Minimized Differential Signaling (TMDS) basieren. Beispiele dafür sind Digital Visual Interface (DVI) und High-Definition Multimedia Interface (HDMI). CML verwendet eine differenzielle Übertragung auf Leitungen definierter Wellenimpedanz. Als aktive Bauelemente kommen Bipolartransistoren im linearen Betriebsbereich zum Einsatz; die Spannungsdifferenz zwischen den beiden Leitungen beträgt im Nennwert 800 mV.